# Byrsonima verbascifolia
Byrsonima verbascifolia là một loài thực vật có hoa trong họ Malpighiaceae. Loài này được (L.) Rich. ex Juss. mô tả khoa học đầu tiên năm 1811.

## Hình ảnh

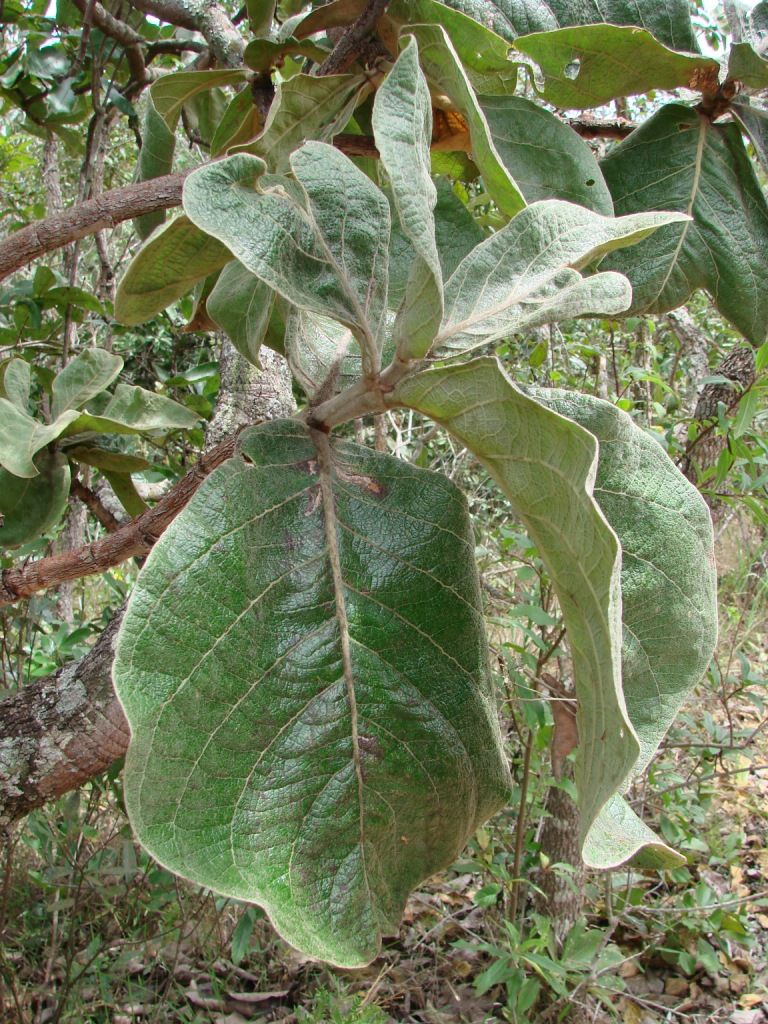
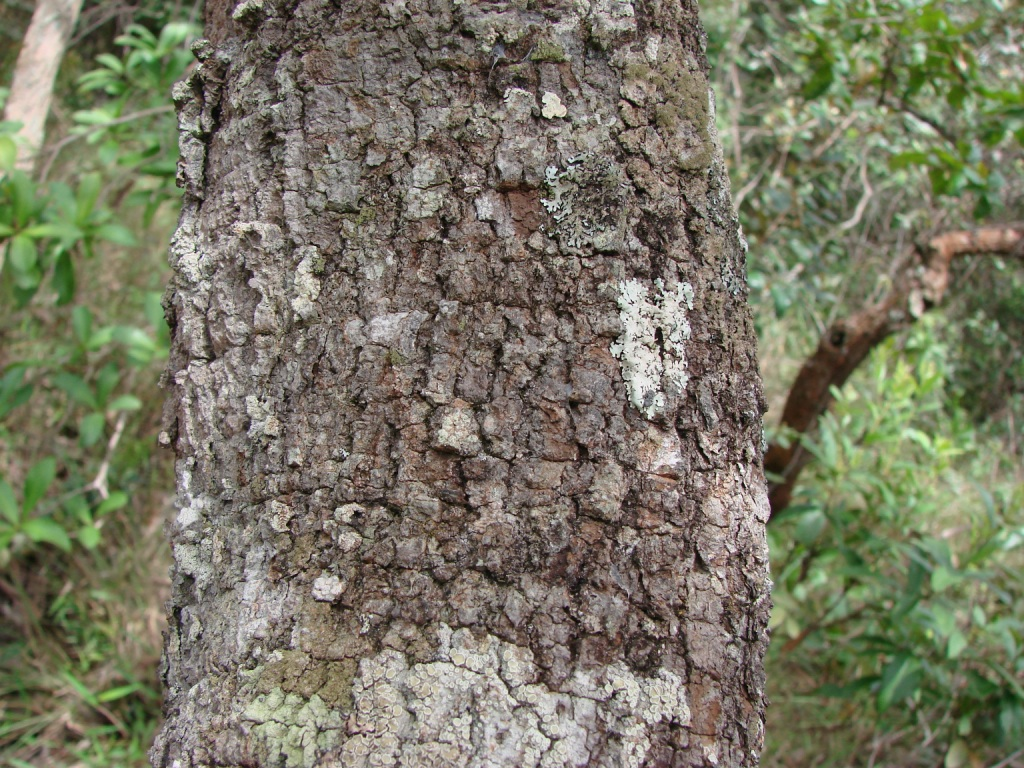
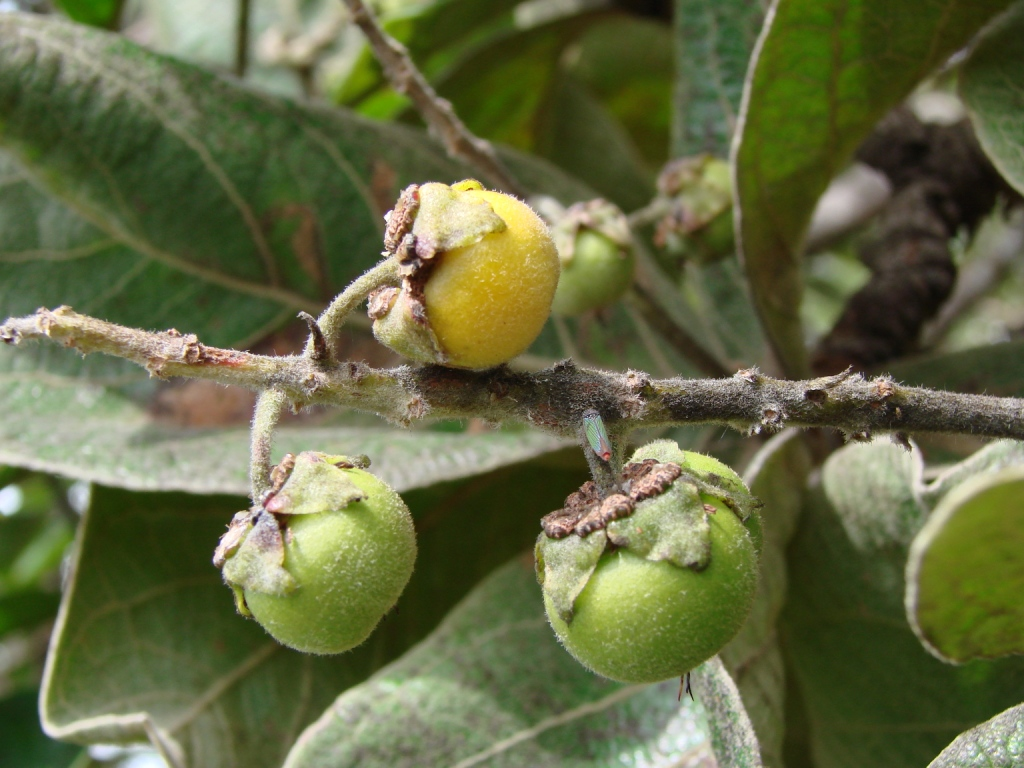